# EDP (ポルトガルの企業)

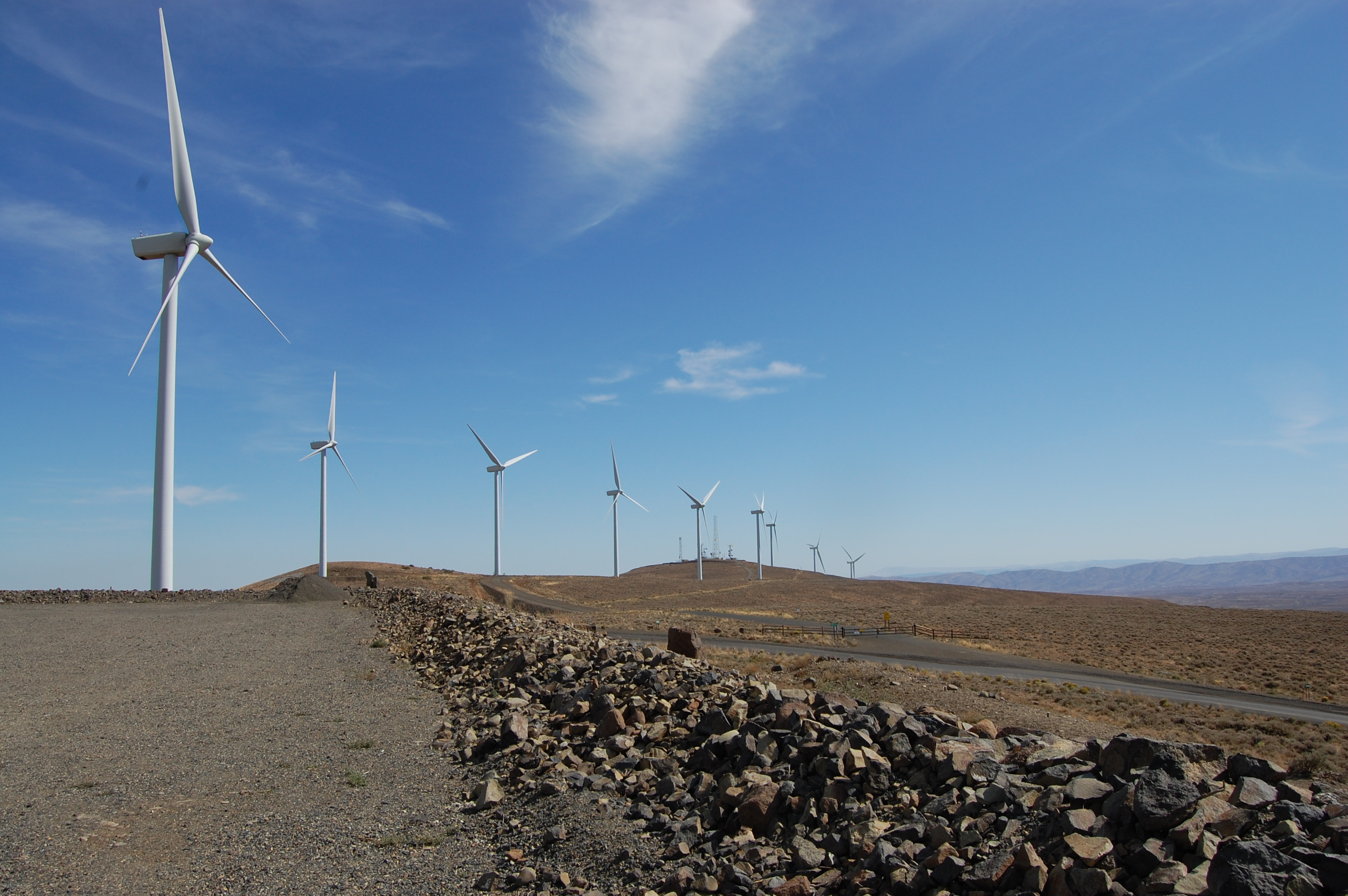
EDPRによるアメリカ・ワシントン州・エレンズバーグの風力発電設備

EDP（エネルジアス・ドゥ・ポルトガル、ポルトガル語: Energias de Portugal, S.A.）は、ポルトガル・リスボンに本拠を置き、電力事業や天然ガス事業を行うエネルギー企業。世界14カ国に事業拠点を持つ。ユーロネクスト・リスボン上場企業（Euronext: EDP ）。

## 沿革
ポルトガルにおける電力事業の始まりは1891年に遡るが、1940年代から地方の電力普及のための全国的な設備投資が進められたのち、1976年に各地の電力事業者を統合する形で、EDPの前身である「Electricidade de Portugal」（ポルトガル電力公社）が国営電力会社として設立され、発電・送電・配電を独占的に行っていた。1990年代からEUの法令を背景とした電力自由化が開始され、EDPは2000年に送電事業から撤退、2006年にポルトガルにおける電力市場参入が自由化されたことで、EDPの国内電力事業独占は終了した。また2004年、正式社名を「Electricidade de Portugal」から「Energias de Portugal」へと改称した。
1997年6月に株式の上場が行われて以降、ポルトガル政府は徐々にEDPの株式売却を進め、政府の保有率は2000年7月に約31％に、2004年12月に約25％に下落、2013年2月、ポルトガル政府は全ての保有株式を売却し、EDPの民営化が完了した。2011年、中国の中国長江三峡集団がEDPの株式の21％を購入し、以後最大株主となっている。

## 事業展開
現在のEDPは、ポルトガル国内で、水力発電を中心とする発電事業、9割近くの市場シェアを持つ配電事業、また天然ガス事業を行っているが、国内事業の割合はグループ全体の4割未満に低下している。ポルトガル国内事業と並ぶ収益上の柱は、スペイン・マドリードに本拠を持つ風力発電・太陽光発電などの再生可能エネルギー事業を行うEDP Renováveis S.A.（EDPR）であり、EDPRはヨーロッパおよび南北アメリカ13カ国において事業展開、EDPグループ全体の収益の3分の1以上の割合を占めている。再生可能エネルギー事業は2007年、アメリカ合衆国・ヒューストンに拠点を持つ当時世界有数の風力発電事業者であったHorizon Wind Energyを買収したことが、飛躍の大きな契機となった。
このほか、ブラジルのEnergias do Brasil S.A.（EDP Brasil）などのグループ会社を持ち、またスペインにおける配電・天然ガス事業や、ヨーロッパ沿岸海域におけるオフショア事業などを行っている。